# Tuczępy
Tuczępy è un comune rurale polacco del distretto di Busko-Zdrój, nel voivodato della Santacroce, che ricopre una superficie di 83,74 km² e che nel 2004 contava 3 931 abitanti.